# Pier Paolo Menzocchi
Pier Paolo Menzocchi (né v. 1532 à Forlì et mort en 1589 dans la même ville) est un peintre italien de l’école de Forlì.

## Biographie
Pier Paolo Menzocchi est le fils du peintre Francesco Menzocchi. Son jeune frère Sebastiano était également peintre.
En 1548 il collabore avec son père dans les décorations de chapelles dans la Sainte Maison de Lorette.
En 1565 il travaille avec Giorgio Vasari au Palazzo Vecchio à Florence.
En 1567 il peint la Madone de Loreto avec les saints Pierre, Paul et anges.
Les deux retables Épisodes de la Passion du Christ et Crucifixion avec les saints Roch, Bernardin et anges conservés à la pinacothèque de Forlì datent probablement de la même époque.
En 1574, il travaille au palais communal de Forlì, où il peint les Histoires de l'Ancien Testament conservé à la pinacothèque civique de Forli.
En 1575 il réalise le retable Pala di santa Reparata pour l'homonyme église de Terra del Sole.

## Œuvres
- Adoration des Rois Mages, retable, église San Domenico, Cesena,
- Madone du Rosaire (1583), séminaire de l'évêché, Forlì,
- Épisodes de la Passion du Christ et Crucifixion avec les saints Roch, Bernardin et anges (retables), pinacothèque de Forlì,
- Histoires de l'Ancien Testament (1574), pinacothèque civique, Forli,
- Pala di santa Reparata (1575), retable, église de Terra del Sole.
- Portrait di Caterina Hercolani, pinacothèque civique, Forli.

## Source de la traduction
- (it) Cet article est partiellement ou en totalité issu de l’article de Wikipédia en italien intitulé « Pier Paolo Menzocchi » (voir la liste des auteurs).